# 송정현
송정현(1976년 5월 28일 ~ )은 대한민국의 전직 축구 선수로 현역 시절 전남 드래곤즈, 대구 FC, 울산 HD 등에서 중앙 미드필더로 활동했다.

## 개요
경남통영시 출생으로 학성고등학교, 아주대학교를 졸업하였다. 유독 FA컵에서 좋은 기량을 발휘해 'FA컵의 사나이'라는 별명을 얻었다. 성이 '송'씨인 것에 착안하여 '쏭'이라는 별명이 붙기도 하였다.

## 클럽 경력
1999년 전남 드래곤즈에 입단하였으나, 그 해 발목 부상을 입어 재활 치료를 받다가 2000년 복귀하였다. 하지만 2001년 다리 부상을 입어 시즌이 끝난 뒤 방출되었고, 이후 1년 간 무적 신분으로 지내다 2003년 당시 신생 팀이자 연고 팀인 대구 FC에 창단 멤버로 입단하였다. 2006년 친정 팀 전남 드래곤즈로 복귀하여, 2006년 수원 삼성 블루윙즈와 결승전에서 결승골을 기록하였고, 2007년 포항 스틸러스와 결승전에서 2골을 기록하는 등 FA컵 2연패에 큰 공헌을 하였다. 2009년 FA로 풀린 송정현은 울산 현대 호랑이로 이적하였다. 그러나 2011년 승부조작 사건으로 인하여 결국 축구계에서 제명되었다.

## 국가대표팀 경력
2008년 10월 11일 우즈베키스탄과의 친선경기에서 A매치에 데뷔하여, 역대 최고령 A매치 데뷔 순위 4위에 올랐다.

## 경력 목록

### 클럽 경력
- 1999년 ~ 2002년  전남 드래곤즈
- 2003년 ~ 2005년  대구 FC
- 2006년 ~ 2008년  전남 드래곤즈
- 2009년  울산 현대 호랑이
- 2009년 ~ 2011년  전남 드래곤즈

## 수상 내역

### 클럽

#### 전남 드래곤즈
- FA컵 우승 2회 (2006년, 2007년)
- 대한화재 컵 준우승 1회 (2000년)
- 하우젠 컵 준우승 1회 (2008년)
- 아시안 컵 위너스컵 준우승 1회 (1999년)